# Bellreguard
Bellreguard è un comune spagnolo di 3 912 abitanti situato nella comunità autonoma Valenciana.